# Liste des primats de l'Église grecque-catholique melchite
L’Église grecque-catholique melchite est une Églises orientales qui unit les Melchites en communion avec l’Église catholique. Cette page tient une liste des primats de l’Église grecque-catholique melchite depuis l’entrée dans la communion catholique.
Il s’agit d’une Église patriarcale, ce qui signifie que le primat à sa tête est un patriarche. Ce dernier siège à Antioche, et est dans le fonctionnement actuel élu par le synode des évêques de l’Église, avant de recevoir la communion ecclésiastique par le pape.

## Patriarches d’Antioche et de tout l’Orient
- Cyrille VI Tanas (1724-1760)
- Maxime II Hakim (1760-1761)
- Théodose V Dahhan (1761-1788)
- Athanase IV Jaouhar (1788-1794)
- Cyrille VII Siage (1794-1796)
- Agape II Matar (1796-1812)
- Ignace IV Sarrouf (1812)
- Athanase V Matar (1813)
- Macaire IV Tawil (1813-1816)
- Ignace V Qattan (1816-1833)

## Patriarches d’Antioche et de tout l’Orient, d’Alexandrie et de Jérusalem
- Maxime III Mazloum (1833-1855)
- Clément Ier Bahouth (it) (1856-1864)
- Grégoire II Joseph Sayyour (1864-1897)
- Pierre IV Géraigiry (it) (1898-1902)
- Cyrille VIII Géha (it) (1902-1916)
- Dimitri Ier Qadi (1919–1925)
- Cyrille IX Moughabghab (1925–1947)
- Maxime IV Sayegh (1947–1967)
- Maxime V Hakim (1967–2000)
- Grégoire III Laham (2000-2017)
- Joseph Absi (depuis 2017)[1]